# آرساک
آرساک (به فرانسوی: Arsac) یک کمون در فرانسه است که در canton of Castelnau-de-Médoc واقع شده‌است. آرساک ۳۲٫۶ کیلومتر مربع مساحت دارد ۱۵ متر بالاتر از سطح دریا واقع شده‌است.